# Phorbas repens
Phorbas repens är en svampdjursart som först beskrevs av Topsent 1904.  Phorbas repens ingår i släktet Phorbas och familjen Hymedesmiidae. Inga underarter finns listade i Catalogue of Life.